# Centaur

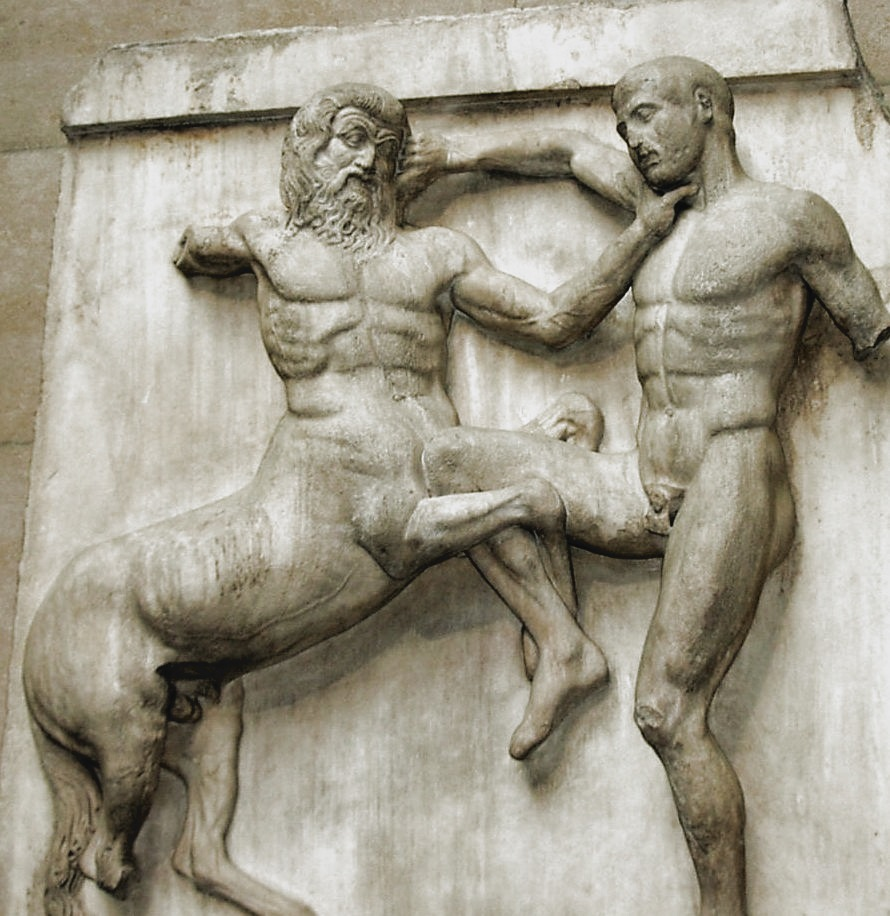
Centaur luptându-se cu un lapit
(fragment din Parthenon)

Centaurii sunt un popor legendar din Tesalia, jumătate oameni, jumătate animale, cu trup de cal și bust de oameni. Comportarea lor la nunta lui Piritou, regele lapiților, la care au fost invitați, este un episod memorabil din mitologia greacă: ei au pus atunci stăpânire pe tânăra soție și pe ceilalți invitați, și au provocat astfel unele înfruntări pe viață și pe moarte. Au fost învinși însă de lapiți, ajutați de Tezeu, și izgoniți pentru totdeauna din Tesalia (lupta aceasta este cunoscută cu numele de centauromachie). Au mai fost învinși altă dată de Heracles. Sunt demne de a fi reținute numele a doi centauri: Chiron și Nessus. Centaurii întruchipează forța umană și animală, unită într-o singură creatură.

## Origini
Ilustrații ale centaurilor datează de acum 5000 de ani. Tatăl centaurilor e Centaurus, despre care se spunea că s-ar fi născut din uninea unui nor ce o întruchipa pe soția lui Zeus și Ixion, regele Laphithae.

## Puteri

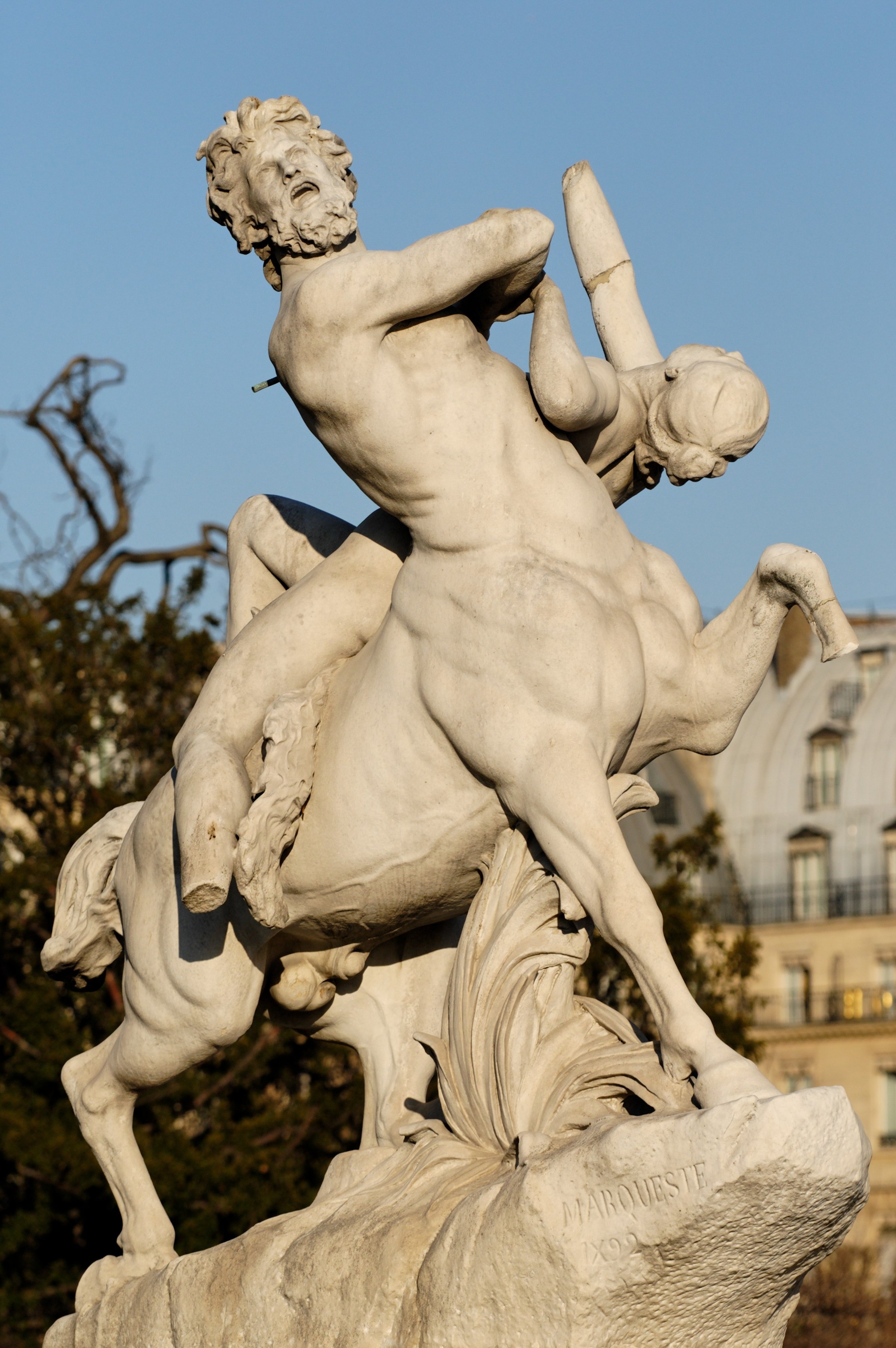
Centaur care duce o nimfă (1892) de Laurent Marqueste (Grădinile Tuileries, Paris)

Centaurii trăiau pe muntele Pelion și Thessaly, în Grecia, și erau considerați o pacoste de către oameni. Beau, distrugeau recoletele și violau femeile. Erau șireți și ignoranți. Ei erau cunoscuți a fi ostili cu oamenii fiind mereu în ceartă cu ei. Uneori Zeus îi trimitea să pedepsească pe ceilalți zei și pe oameni. Relația dintre ei și oameni se spune că și-ar fi avut începutul la nunta lui Pirithous. La masă, un centaur (Euryrition) a băut peste măsură și voia să lovească mireasa, ceilalți l-au urmat astfel stârnind lupte violente. Aceasta scenă dintre lapiți și centauri a devenit un subiect popular printre poeții din antichitate și sculptori.

## Simbol
Centaurii sunt în antiteză cu renumiți cavaleri și călăreți. În loc să-și îmblânzească instinctele, centaurii se lasă îndrumați de ele. Ei simbolizează dorința, violența, brutalitatea, adulterul, răzbunarea și pe diavol. Ei reprezintă lupta dintre bine și rău, moderație și exces, pasiune și proprietate, răzbunare și iertare, credință și necredință, zeu și bestie.
Chiron este cel cunoscut ca fiind cel mai înțelept dintre centauri, neavând caracterul unui centaur obișnuit. Pentru greci, Chiron era ca un sfânt, iar zeii își trimiteau copii pentru a fi îndrumați de el.